# André Maurício Vieira de Carvalho
Pour les articles homonymes, voir Carvalho et Vieira.
André Maurício Vieira de Carvalho est un botaniste brésilien, né le 5 octobre 1951 à Pontal in Ilhéus et mort le 16 novembre 2002 à Ilhéus, Bahia de tuberculose.

## Biographie
Il est le fils de Antônio Alciato Berbert de Carvalho, planteur de cacao, et de Maria Angélica née Vieira. Il fait ses études au collège évangélique de Lavras et à l’école supérieure d’agriculture de Lavras. Il est diplômé d’agronomie en 1977. En 1978-1979, il travaille dans le jardin botanique de Rio de Janeiro et se forme alors à la taxinomie végétale notamment auprès de Graziela Maciel Barroso (1912-2003), l’un des botanistes brésiliens les plus importants du XXe siècle.
Il rejoint en 1979 la Comissão Executiva do Plano da Lavoura Cacaueira (CEPLAC) et travaille dans l’herbier, alors dirigé par Scott A. Mori (1941-). Il devient le conservateur lors du départ de ce dernier pour les États-Unis. Il participe aux premières expéditions conduites par Raymond Mervyn Harley (1936-) dans le centre de Bahia. En 1984, il part cinq ans étudier à l’université de Reading en vue d’obtenir son doctorat. Il travaille avec les botanistes des Jardins botaniques royaux de Kew, notamment Gwilym Peter Lewis (1952-) et Simon Joseph Mayo (1949-). Il soutient son doctorat en 1989 sous la direction de David Moresby Moore (1933-). Sa thèse s’intitulait Systematic studies of the genus “Dalbergia” L.f. in Brazil.
À son retour à Bahia, il donne une dimension internationale à l’activité de l’herbier du CEPEC. En 1990, il commence à collaborer avec William Wayt Thomas (1951-) du Jardin botanique de New York dans une étude des forêts côtières du sud de Bahia.
Ses récoltes contribuent à faire connaître vingt-quatre nouvelles espèces. De nombreux botanistes lui dédièrent des espèces américaines.

## Source
- William Wayt Thomas & André M. Amorim (2003). André Maurício Vieira de Carvalho (1951-2002), Taxon, 52 : 147-148.